# Cotoneaster tytthocarpus
Cotoneaster tytthocarpus är en rosväxtart som beskrevs av Antonina Ivanovna Pojarkova. Cotoneaster tytthocarpus ingår i släktet oxbär, och familjen rosväxter. Inga underarter finns listade i Catalogue of Life.